# Pete Halsmer
Pete Halsmer (ur. 3 marca 1944 roku w Lafayette) – amerykański kierowca wyścigowy.

## Kariera
Halsmer rozpoczął karierę w międzynarodowych wyścigach samochodowych w 1976 roku od startów w Formule Atlantic IMSA. Z dorobkiem jednego punktu został sklasyfikowany na 29 pozycji w końcowej klasyfikacji kierowców. W późniejszym okresie Amerykanin pojawiał się także w stawce CASC Player's Challenge Series, USAC Mini-Indy Series, World Challenge for Endurance Drivers, USAC National Championship, CART Indy Car World Series, Indianapolis 500, Amerykańskiej Formuły Super Vee Robert Bosch/Valvoline Championship, Atlantic Championship, World Championship for Drivers and Makes, USAC Gold Crown Championship, IMSA Camel GTO, IMSA Camel GT Championship, FIA World Endurance Championship, SCCA Coors RaceTruck Challenge, SCCA Escort World Challenge, International Race of Champions, IMSA World Sports Car Championship, SCCA World Challenge, Grand American Rolex Series, American Le Mans Series, Grand-Am Cup oraz Trans-Am.